# Саттон, Джон, 1-й барон Дадли
Джон Саттон VI, 1-й барон Дадли (англ. John Sutton VI; 25 декабря 1400 — 30 сентября 1487) — английский аристократ, дипломат, советник Генриха VI. Рыцарь Ордена Подвязки. Участник сражений Столетней войны, Войны Алой и Белой розы. Лорд-лейтенант Ирландии с 1428 по 1430 год.

## Биография
Джон Саттон родился 25 декабря 1400 года и был крещён в церкви Бартон-андер-Нидвуда, Стаффордшир. Отец — сэр Джон де Саттон V, мать — Констанс Блаунт, дочь сэра Уолтера Блаунта.
В качестве лорда-сенешаля в 1422 году Саттон привёз в Англию тело Генриха V, выполнял роль chief mourner (рус. главного плакальщика) и знаменосца на его похоронах. В 1428—1430 годах был лордом — наместником Ирландии. Саттон участвовал в нескольких кампаниях в период войн с Францией, в середине 1440-х годов несколько раз выступал в качестве дипломата на переговорах с Карлом VII. 15 февраля 1440 года он был вызван в парламент согласно грамоте, направленной на имя «Johanni de Sutton de Duddeley militi», в результате чего получил баронство по призывной грамоте как лорд Дадли. Он был первым из Саттонов, кто принял фамилию Дадли.
В 1443 году барон был назначен советником короля и стал одним из любимых соратников короля Генриха VI. В 1451 году был удостоен ордена Подвязки. В начале Войны роз был решительным защитником Дома Ланкастеров, но перед битвой при Таутоне в 1461 году перешёл на сторону Йорков. Лорд Дадли и его сын Эдмунд Саттон приняли участие в битве при Сент-Олбансе 22 мая 1455 года, где были взяты в плен. Также они участвовали в битве при Блор-Хит 23 сентября 1459 года, командуя флангом под общим началом Джеймса Туше, 5-го барона Одли. В этом сражении барон Дадли был ранен и вторично пленён. После битвы при Таутоне (1461) награждён за участие на стороне представителя Йорков — Эдуарда, графа Марча. 28 июня того же года граф Марч взошёл на трон как Эдуард IV.
17 августа 1487 года 1-й барон Дадли составил завещание, а 30 сентября скончался на 87-м году жизни. Баронство унаследовал внук Эдвард Саттон, 2-й барон Дадли; его отец Эдмунд Саттон, наследник первой очереди, умер раньше.

## Семья
Не ранее 14 марта 1421 года Джон Саттон женился на Элизабет де Беркли из Беверстона (ум. 1478 г.), вдове Эдуарда Черлтона, 5-го барона Черлтона, дочери сэра Джона Беркли из Беверстона и Элизабет Беттерсхорн. В этом браке родились:
- Сэр Эдмунд Саттон[англ.];
- Джон Саттон Дадли, рыцарь из Атерингтона;
- Уильям Дадли, епископ Дарема в 1476—1483 гг.;
- Оливер Дадли.